# Homotrixa alleni
Homotrixa alleni là một loài ruồi trong họ Tachinidae.